# Katharine Whitehorn
Katharine Elizabeth Whitehorn, CBE (Hendon, 17 de março de 1926 - Londres, 8 de janeiro de 2021) foi uma jornalista britânica.